# Рапаниче (Кјети)
Рапаниче (итал. Rapanice) је насеље у Италији у округу Кјети, региону Абруцо.
Према процени из 2011. у насељу је живело 52 становника. Насеље се налази на надморској висини од 110 м.